# جوناثان كون
جوناثان كون (بالإنجليزية: Jonathan Cohn)‏ هو صحفي أمريكي، ولد في 1969.